# Tarcie (technologia)

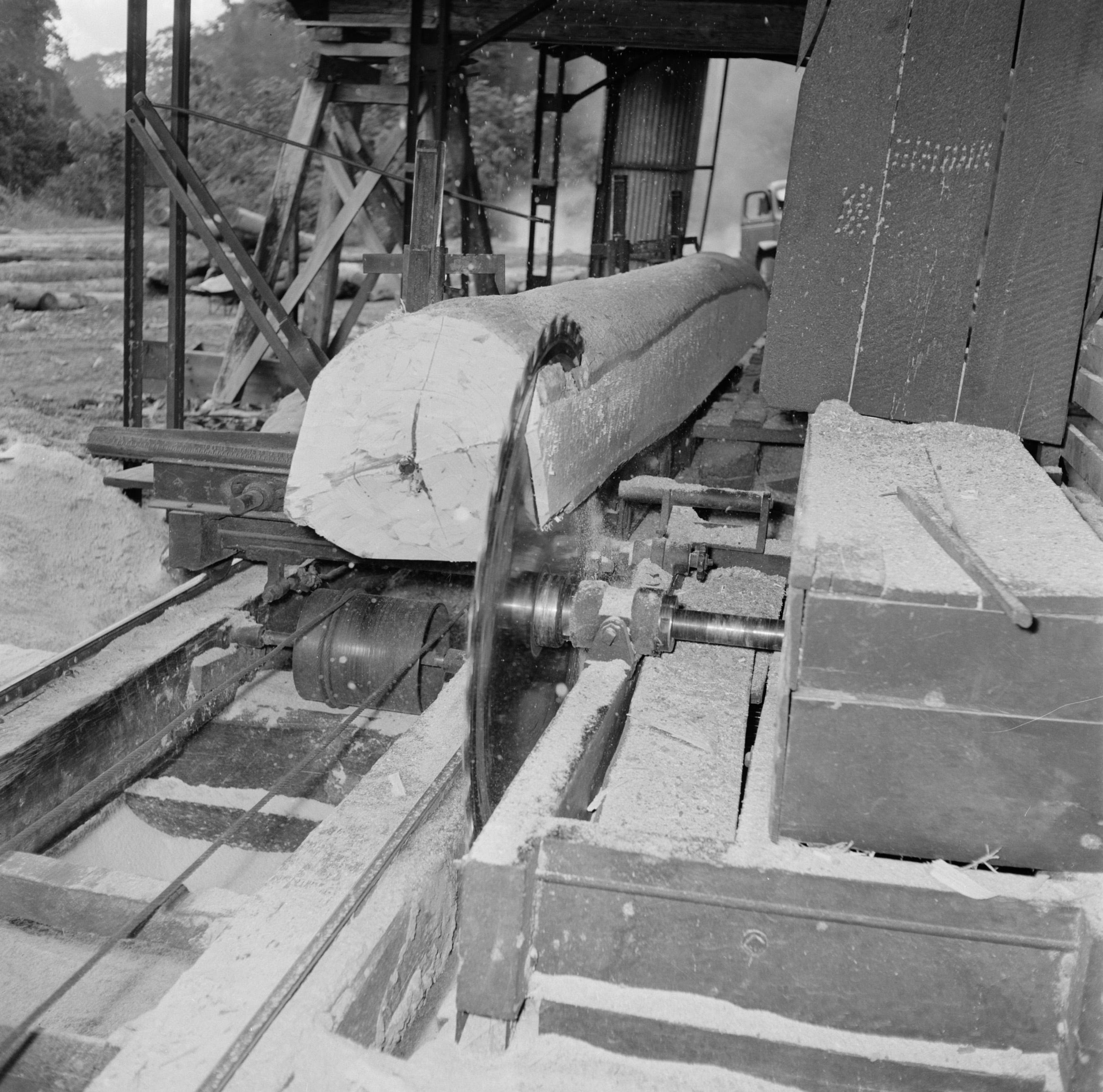
Tarcie

Tarcie – proces technologiczny obróbki drewna, polegający na przerabianiu drewna okrągłego na tarcicę poprzez rozpiłowywanie go (inaczej: przecieranie) za pomocą urządzenia technicznego: traka.
Przecieraniem drewna na tarcicę zajmują się zakłady przemysłowe, zwane tartakami.